# Eating Out
Eating Out је амерички филм из 2004. године. Режирао га је К. Алан Брока, који је написао и сценарио, а главне улоге тумаче Рајан Карнс, Џим Верарос, Скот Лансфорд и Емили Брок Хендс. Добио је неколико награда на филмским фестивалима. Снимљена су и четири наставка филма — Eating Out 2: Sloppy Seconds, Eating Out 3: All You Can Eat, Eating Out 4: Drama Camp, Eating Out 5: The Open Weekend — те се може рећи да је ово петоделна франшиза.

## Заплет
Након што га остави дјевојка Тифани, Кејлеб, студент универзитета у Аризони, жали се свом цимеру Кајлу који је геј. Њих двојица одлазе на једну забаву гдје упознају Гвен и њеног пријатеља Марка. Кејлеб се заљубљује у Гвен, док се Кајл заљубљује у Марка. Марк се, с друге стране, заљубљује у Кејлеба. Кајл затим смишља стратегију која би требало да њему и Кејлебу помогне. Говори Гвен да је Кејлеб геј, како би му она намјестила састанак са Марком. Кејлеб користи Марка да се приближи Гвен, док Кајл користити Кејлеба да се приближи Марку.

## Улоге
| Глумац           | Улога           |
| ---------------- | --------------- |
| Скот Лансфорд    | Кејлеб Петерсон |
| Џим Верарос      | Кајл            |
| Рајан Карнс      | Марк Еверхард   |
| Ребека Кохан     | Тифани          |
| Емили Брок Хендс | Гвен Андерсон   |